# Карпов Володимир Львович
Володи́мир Льво́вич Ка́рпов (* 1907, Київ — † 1986, Москва) — російський хімік-технолог. Доктор хімічних наук. Професор. Один із творців радянської радіаційної хімії полімерів. Лауреат Державної премії СРСР (1969). Син Льва Карпова та Ганни Карпової. Брат Юрія Карпова.
Донька Ірина — доктор фізико-математичних наук, художниця, іконописець, автор сімейної хроніки «Історія сім'ї Карпових».